# Frans Mahn
Frans Mahn (Amsterdam, 24 giugno 1933 – Hoofddorp, 26 marzo 1995) è stato un ciclista su strada olandese.

## Palmarès

### Olimpiadi
- 1 medaglia:
  - 1 oro (Copenaghen 1956 nella corsa in linea dilettanti)